# She & Him
She & Him er et amerikansk band bestående af Zooey Deschanel og M. Ward. Sangene er primært skrevet af forsangeren Zooey, og er senere produceret af M. Ward. De har i alt udgivet seks albums mellem 2008-2016. Bandet har holdt koncert i Danmark én gang.

## Karriere
Zooey Deschanel, som før She & Him gjorde sig bemærket som skuespiller, og M. Wards professionelle samarbejde startede, da de to mødtes for at indspille et nummer til soundtracket på filmen The Go-Getter. Duoens første album, Volume One, udkom i 2008 på Merge Records og fik en positiv modtagelse af de amerikanske anmelderkorps. Dernæst fulgte Volume Two i 2010, mens Volume 3 blev udgivet i maj 2013. I 2012 modtog de en Grammy nominering for deres sang til Disney filmen Peter Plys - Nye eventyr i Hundredemeterskoven.

### Cover-versioner
I 2009 indspillede bandet et cover af The Smiths Please, Please, Please Let Me Get What I Want til filmen (500) Days of Summer, hvor Zooey Deschanel også spiller den kvindelige hovedrolle. She & Him har produceret cover-versioner af eksisterende sange, hvoraf flere er udgivet på albummet Classics (2014), samt deres to julealbums A Very She & Him Christmas (2011) og Christmas Party (2016). De opførte flere af julesangene på James Cordens The Late Late Show i 2016 og 2018, mens de turnerede i USA med værker fra deres deres julealbums i 2018 og 2019. 
Bandet har flere gange medvirket på soundtracket for New Girl, heriblandt coveret af The Beach Boys' God Only Knows, i afsnittet Laxmas.

### Danmark
I februar 2010 blev det annonceret at She & Him ville optråde i Danmark. I maj 2010 opførte de en udsolgt koncert på Loppen i København i 2010. Chapin Sisters var opvarmning til koncerten, hvor She & Him opførte en setliste på 21 sange.. I Danmark har deres sange In the Sun, Never Wanted Your Love og Stay Awhile fået spilletid i radioen.

## Diskografi
- Volume One (2008)
- Volume Two (2010)
- A Very She & Him Christmas (2011)
- Volume 3 (2013)
- Classics (2014)
- Christmas Party (2016)

## Singles
- "Why Do You Let Me Stay Here?" (2008)
- "This is Not a Test" (2008)
- "In the Sun" (2010)[16]

## Andre udgivelser
- "When I Get To The Border", The Go-Getter OST
- "I Put a Spell On You", Starbucks' Sweetheart 2 CD
- "Please, Please, Please Let Me Get What I Want", (500) Days of Summer OST